# Александрув-Куявски (гмина)
Александрув-Куявский (пол. Aleksandrów Kujawski) — сельская гмина (волость) в Польше, входит как административная единица в Александрувский повет, Куявско-Поморское воеводство. Население — 10 685 человек (на 2004 год).

## Сельские округа
1. Бяле-Блота
2. Отлочинек
3. Хрусты
4. Старе-Рожно
5. Гощево
6. Грабе
7. Выгода
8. Новы-Цехоцинек
9. Кучек
10. Выгода
11. Одолион
12. Опочки
13. Опоки
14. Островонс
15. Осьно
16. Осьно-Парцеле
17. Отлочин
18. Плебанка
19. Почалково
20. Пинино
21. Почалково-Колёня
22. Подгай
23. Пшибраново
24. Пшибранувек
25. Рожно-Парцеле
26. Рудунки
27. Нова-Весь
28. Стара-Весь
29. Служево
30. Слоньск-Дольны
31. Ставки
32. Конрадово
33. Згода
34. Сломково
35. Вилькостово
36. Волушево
37. Вулька
38. Здуны

## Соседние гмины
1. Александрув-Куявски
2. Цехоцинек
3. Гмина Домброва-Бискупя
4. Гмина Гневково
5. Гмина Конецк
6. Гмина Оброво
7. Гмина Рацёнжек
8. Гмина Велька-Нешавка